# 페닐 아세트산
페닐 아세트산(Phenylacetic acid)은 화학식 C8H8O2을 갖는 화합물이다. 다양한 동의어로도 알려져 있는 페닐아세트산(공액염기 페닐아세테이트)은 페닐 작용기와 카르복실산 작용기를 함유하는 유기 화합물이다. 강한 꿀 같은 냄새가 나는 흰색 고체이다. 내인적으로는 페닐알라닌의 이화산물이다. 상업용 화학물질로서 페닐아세톤(대체 암페타민 제조에 사용)의 불법 생산에 사용될 수 있기 때문에 미국과 중국을 포함한 국가에서 통제 대상이 된다.

## 발생
페닐아세트산은 주로 과일에서 발견되는 활성 옥신(식물 호르몬의 일종)인 것으로 밝혀졌다. 그러나 그 효과는 기본 옥신 분자인 인돌-3-아세트산의 효과보다 훨씬 약한다. 또한 이 분자는 대부분의 개미 종의 후흉막샘에서 자연적으로 생성되며 항균제로 사용된다. 이는 또한 모노아민 산화효소에 의한 대사와 알데히드 탈수소효소에 의한 중간 생성물인 페닐아세트알데히드의 후속 대사에 따른 인간의 페네틸아민의 산화 생성물이다. 이 효소는 다른 많은 유기체에서도 발견된다.

## 같이 보기
- 카티논